# Saint-Cricq-Chalosse
Saint-Cricq-Chalosse é uma comuna francesa na região administrativa da Nova Aquitânia, no departamento Landes. Estende-se por uma área de 20,17 km². Em 2010 a comuna tinha 655 habitantes (densidade: 32,5 hab./km²).